# 엠비두더지쥐
엠비두더지쥐(Tachyoryctes spalacinus)는 소경쥐과에 속하는 설치류의 일종이다. 케냐의 토착종이다. 자연 서식지는 아열대 또는 열대 기후 지역의 습윤 산지 숲과 농지, 목초지, 농장, 크게 악화된 이전의 숲이다. 케냐 평원과 케냐산의 저지대 경사면에서 발견된다. 일부 분류학자들은 동아프리카두더지쥐(Tachyoryctes splendens)와 같은 종으로 간주하기도 한다.